# Liste der Kulturdenkmäler in Heckershausen
Die Liste der Kulturdenkmäler in Heckershausen enthält alle Kulturdenkmäler im Ortsteil Heckershausen der nordhessischen Gemeinde Ahnatal, die in der vom Landesamt für Denkmalpflege Hessen 2011 herausgegebenen Denkmaltopographie veröffentlicht wurden.

## Legende
- Bezeichnung: Nennt den Namen, die Bezeichnung oder die Art des Kulturdenkmals.
- Lage: Nennt den Straßennamen und wenn vorhanden die Hausnummer des Kulturdenkmals. Die Grundsortierung der Liste erfolgt nach dieser Adresse. Der Link „Karte“ führt zu verschiedenen Kartendarstellungen und nennt die Koordinaten des Kulturdenkmals.
- Beschreibung: Nennt bauliche und geschichtliche Einzelheiten des Kulturdenkmals, vorzugsweise die Denkmaleigenschaften.
- Bauzeit: Gibt die Datierung an; das Jahr der Fertigstellung bzw. den Zeitraum der Errichtung. Eine Sortierung nach Jahr ist möglich.

## Denkmalliste
| Bild            | Bezeichnung                                     | Lage | Beschreibung | Bauzeit           | Objekt-Nr. |
| --------------- | ----------------------------------------------- | --- | --- | ----------------- | ---------- |
| Bild gesucht BW | Gesamtanlage historischer Ortskern              | Am Rain Lage | Gesamtanlage historischer Ortskern: Am Rain 1-17a, 19, 2; Hauptstraße 16-24, 34, 36, 38, 40a, 19, 21a, 21b-29; Kirchgasse 2, 3                                                 |                   | 87777 DDB  |
| Bild gesucht BW | Ehem. Ernhaus                                   | Am Rain 19 LageFlur: 16, Flurstück: 3/4 | Ehem. Ernhaus | Ende 18. Jh.      | 87173 DDB  |
| Bild gesucht BW | Gesamtanlage Brückenhof, ehemalige Brückenmühle | Brückenmühle 1 Lage | Gesamtanlage Brückenhof, ehemalige Brückenmühle mit gründerzeitlichem Hauptgebäude und anschließenden Scheunen und Lagergebäude (westl. der Brückenstraße nach Weimar gelegen) |                   | 87778 DDB  |
| Eisenbahnbrücke | Eisenbahnbrücke                                 | Eisenbahn (Firnskuppenstraße) LageFlur: 8, 15, Flurstück: 65, 32/5 | Eisenbahnbrücke der Trasse Kassel-Wolfhagen, Viadukt mit drei Bögen aus Sandsteinquadern                                                                                       | 2. Hälfte 20. Jh. | 87174 DDB  |
| Bild gesucht BW | Sachgesamtheit Eisenbahn                        | Eisenbahn, Rasenalle (L 3217) LageFlur: 7, 8, 15, 21, Flurstück: 43, 65, 32/5, 33/18, 39/2                                                                                                | |                   | 954939 DDB |
| Ev. Kirche      | Ev. Kirche                                      | Hauptstraße LageFlur: 18, Flurstück: 21/2 | Evangelische Kirche – neogotischer Neubau | 1886              | 87170 DDB  |
| Bild gesucht BW | Wohnhaus                                        | Hauptstraße 19 LageFlur: 16, Flurstück: 1/4 | Wohnhaus einer Hofanlage | Mitte 18. Jh.     | 87175 DDB  |
| Bild gesucht BW | Rumpf’sches Bauernhaus                          | Hauptstraße 21a LageFlur: 18, Flurstück: 59/7 | Rumpfsches Bauernhaus – zweigeschossiges Wohnhaus einer Streckhofanlage mit Mansarddach                                                                                        |                   | 87176 DDB  |
| Bild gesucht BW | Pfarrhaus                                       | Hauptstraße 34 LageFlur: 18, Flurstück: 27/3 | Zweigeschossiges rotes Backsteingebäude, errichtet als Pfarrhaus | 1890              | 87177 DDB  |
| Bild gesucht BW | Streckhofanlage                                 | Hauptstraße 38 LageFlur: 18, Flurstück: 30/1 | Streckhofanlage | Anfang 19. Jh.    | 87178 DDB  |
| Bild gesucht BW | Ehem. Einhaus                                   | Hauptstraße 46 LageFlur: 19, Flurstück: 10 | Ehem. Einhaus, bestehend aus Wohnteil sowie Scheunen- und Stalltrakt | Ende 19. Jh.      | 87179 DDB  |
| Bild gesucht BW | Brücke                                          | Henschelweg, Ahne (GEW. II) LageFlur: 8, Flurstück: 14/3, 15/26, 70 | Brücke aus Stampfbeton | Anfang 20. Jh.    | 87169 DDB  |
| Bild gesucht BW | Rasenallee                                      | Rasenallee LageFlur: 1, 14, 19, 20, 21, Flurstück: 16, 39, 9, 40/17, 40/18, 41/1, 41/2, 56/19, 56/23, 15/20, 17/10, 22/24, 22/25, 22/27–42, 230/9, 23/4, 40/10, 5/10, 33/17, 33/18, 42/15 | Etwa 9 km lange Rasenallee, die das Kasseler Schloss mit der Sommerresidenz, dem Schloss Wilhelmsthal in Calden verbindet                                                      | 1797              | 88414 DDB  |
| Bild gesucht BW | Henschelvilla                                   | Untere Weinbergstraße 1 LageFlur: 6, Flurstück: 29/85 | Henschelvilla – Ehem. Verwaltungsgebäude der Kasseler Firma Henschel | Anfang 20. Jh.    | 87180 DDB  |